# Volkssternwarte Aachen

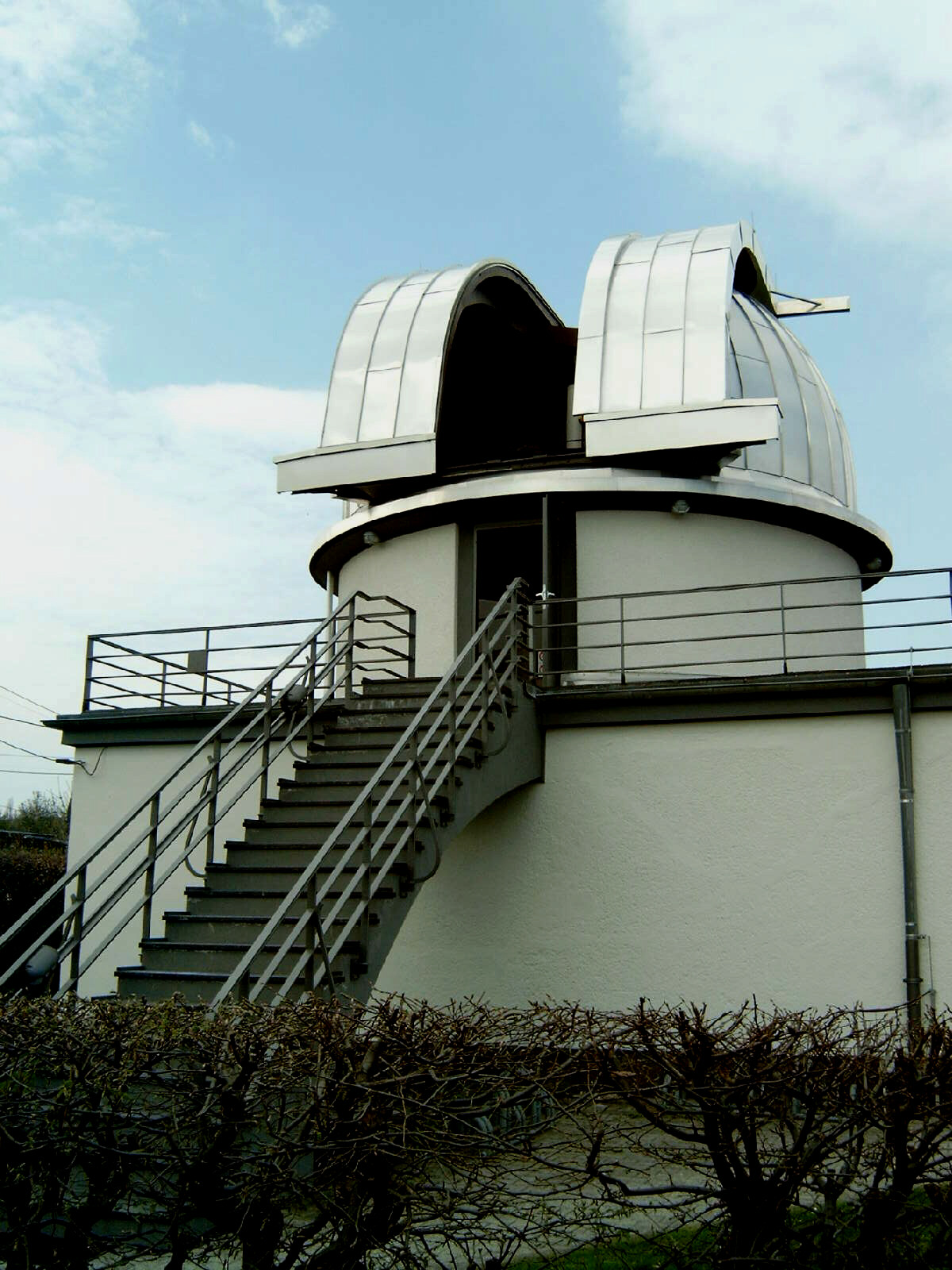
Die Volkssternwarte Aachen

Die Volkssternwarte Aachen ist eine denkmalgeschützte Sternwarte im Süden der Stadt Aachen.

## Gründungsgeschichte
Die Idee zur Errichtung einer Volkssternwarte in Aachen geht auf den Oberlehrer Eduard Heis zurück, der von 1837 bis 1852 an der Real- und Gewerblichen Schule in Aachen lehrte. Er ließ auf dem Dach der damaligen Bürgerschule am Katschhof, zwischen dem Aachener Dom und dem Rathaus, einen „Himmelsposten“ für astronomische Beobachtungen errichten. Heis ging 1852 auf Empfehlung von Alexander von Humboldt als Professor für Astronomie und Mathematik an die Universität Münster. Zu seinem Gedenken wurde später ein Krater auf dem Mond benannt.
Anfang der 1920er Jahre hatte die Firma Carl Zeiss aus Jena ein neuartiges Planetarium entwickelt. Da die Vorfahren des damaligen Zeiss-Direktors aus Aachen stammten, gehörte Aachen zu den zehn deutschen Städten, denen das seinerzeit „technische Wunderwerk“ zum Kauf angeboten wurde. Da die Stadtväter ein Planetarium als Einrichtung von besonderer kultureller Bedeutung ansahen und sich darüber hinaus einen kommerziellen Erfolg versprachen, erging 1924 ein einstimmiger Beschluss des Stadtrates, für 150.000 Mark ein Planetarium von Carl Zeiss zu erwerben. Als besondere Sehenswürdigkeit sollte es inmitten der Stadt errichtet werden. Ein entsprechendes Bankdarlehen wurde aufgenommen. In der Folgezeit wurde das Vorhaben allerdings kritischer betrachtet, zumal die allgemeine wirtschaftlichen Lage schlechter wurde. Es hatte sich außerdem gezeigt, dass bereits gebaute Planetarien nicht kostendeckend betrieben werden konnten. 1927 wurde die Freigabe der finanziellen Mittel abgelehnt. Man versuchte, aus dem bestehenden Vertrag mit Zeiss auszusteigen, und wollte entgegen der ursprünglichen Planung einen „einfachen Zweckbau“ für 135.000 Reichsmark im Aachener Westpark errichten. Die Firma Zeiss bestand allerdings auf der Einhaltung des Vertrages und drohte mit der vereinbarten Konventionalstrafe von 50.000 RM.
1934 einigte man sich schließlich mit der Fa. Zeiss dahingehend, das Planetarium gegen eine Sternwarte zu tauschen, deren Gesamtkosten 45.870 Reichsmark betrugen. Im selben Jahr wurde mit dem Bau auf einer Anhöhe in der Nähe des Hangeweihers begonnen. Am 6. Juli 1935 wurde die Sternwarte unter großer Anteilnahme der Öffentlichkeit eröffnet. Das Hauptinstrument war das noch heute betriebene Fernrohr von Zeiss mit 20 cm Öffnungsweite. Erster Leiter war Oberstudienrat Wilhelm Schulze, der von 20 ehrenamtlichen Helfern unterstützt wurde. In den ersten beiden Jahren hatte die Sternwarte 9748 Besucher, die zu einem Eintrittspreis von 25 Pfennigen an den öffentlichen Himmelsvorführungen teilnahmen.

## Betrieb nach 1945
Während des Zweiten Weltkrieges wurde der Sternwartenbetrieb eingestellt, die Instrumente wurden 1941 demontiert und im Keller des Aachener Rathauses eingelagert. Die Sternwarte wurde wegen ihrer Lage als Beobachtungsposten für die Flak zweckentfremdet. In dieser Zeit wurde auch die Kupferabdeckung des Kuppeldaches entfernt und durch Dachpappen ersetzt – wahrscheinlich wurde der wertvolle Rohstoff Kupfer für Kriegszwecke eingesetzt. Das Gebäude erhielt einen Bombennahtreffer und wurde schwer beschädigt, wobei die Bibliothek der Sternwarte verbrannte und die Kuppel aus ihrer Verankerung gerissen wurde.
Nach dem Krieg wurde die Sternwarte unter der Leitung von Konrektor Hans Maassen wieder instand gesetzt und 1946 für die Öffentlichkeit zugänglich gemacht. Organisatorisch wurde sie der Volkshochschule Aachen angegliedert. In den Folgejahren wurde das Führungsgeschehen weiter ausgebaut, ein Arbeitskreis gegründet und sechs wissenschaftliche studentische Arbeiten erstellt. Ein kleiner Vortragsraum wurde eingerichtet.
1963 erfolgte eine Generalüberholung des Hauptinstrumentes.
Da zunehmend bauliche Mängel auftraten, wurde die Sternwarte 1981 vorübergehend geschlossen und saniert und erst im April 1983 wieder geöffnet. 1984 wurde sie unter Denkmalschutz gestellt.
1996 erfolgten umfangreiche Umbauarbeiten, wobei im Erdgeschoss ein moderner Vortragsraum entstand. Da die Dachabdeckung zunehmend undicht wurde und die Holzkonstruktion der Kuppel durch Feuchtigkeit und Fäulnis gefährdet war, wurde die Kuppel vom Oktober 2003 bis September 2004 aufwändig restauriert, wobei die Holzkonstruktion erneuert und das Dach mit Aluminium verkleidet wurde.
Der Betrieb der Sternwarte wird heute durch einen Arbeitskreis von Amateurastronomen aufrechterhalten. Der Arbeitskreis Astronomie triff sich einmal im Monat in den Räumen der Sternwarte und informiert über aktuelle, astronomische Themen. Die Sternwarte bietet außerdem regelmäßige öffentliche Führungen sowie Führungen für Gruppen, Familien, Kindergärten, Schulen, Vereine und Firmen an. Anlässlich besonderer Ereignisse, wie z. B. Sonnenfinsternisse, Mondfinsternisse oder dem Tag der Astronomie, finden zusätzliche Veranstaltungen auf dem Gelände der Sternwarte oder auch außerhalb statt. So nahmen die Mitglieder des Arbeitskreises Astronomie beispielsweise an einer weltweiten öffentlichen Beobachtungsveranstaltung zu Ehren von John Dobson, dem Mitbegründer der Sidewalk Astronomer (Gehweg-Astronomen), teil. Sie stellten sich mit ihren Teleskopen in die Aachener Innenstadt und ließen Passanten einen Blick auf die Sonne, den Mond und die Planeten werfen.
Jährlich besuchen etwa 3500 Interessierte die Sternwarte.

## Instrumente

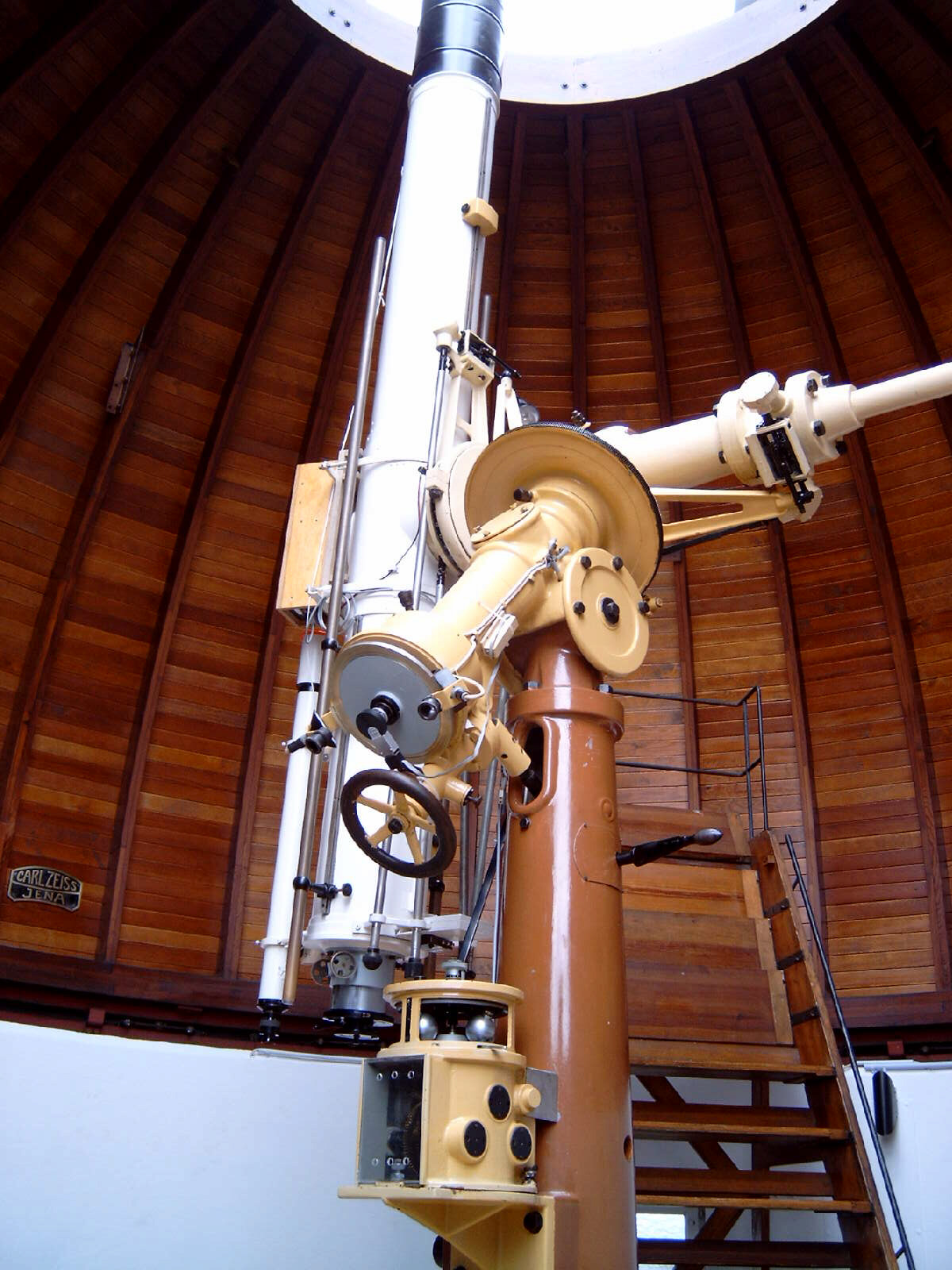
Der 20-cm-Refraktor von Carl Zeiss

Das Hauptinstrument ist der historische Achromat der Firma Carl Zeiss mit 20 cm Objektivöffnung und 3 m Brennweite auf einer schweren parallaktischen Montierung. Er eignet sich besonders für die Beobachtung des Mondes und der Planeten. Die Nachführung erfolgt mechanisch und wird von Bleigewichten angetrieben. Die Nachführgeschwindigkeit wird über einen Fliehkraftregler geregelt.
Für die Beobachtung der Sonne stehen ein H-alpha-Teleskop sowie Objektivfilter für den Refraktor zur Verfügung.